# Distretto di Lohardaga
Il distretto di Lohardaga è un distretto del Jharkhand, in India, di 364 405 abitanti. Il suo capoluogo è Lohardaga.